# Vincenza Cacace
Vincenza Cacace (Sorrento, 19 agosto 1979) è una showgirl, conduttrice televisiva ed ex modella italiana.

## Biografia
Dopo aver partecipato nel 1995 a Bellissima (concorso di bellezza prodotto per diversi anni da Mediaset in contrapposizione a Miss Italia trasmesso dalla Rai) e a Miss Italia nel 1997, conquistando il secondo posto e ottenendo il titolo di Miss Televolto 1997, debutta in televisione nel 1998 come valletta in Paperissima. Nella stagione 1999/00 è una delle letterine di Passaparola, condotto da Gerry Scotti, ruolo che le verrà confermato anche per la successiva stagione 2000/01. Nel giugno del 2000 insieme ad altre letterine ed ex vincitrici è una  vallette di Bellissima d'Italia.
Nel 2002 affianca Gerry Scotti nella conduzione de La Corrida. Anche questo ruolo le verrà confermato per due stagioni. Nel 2003 è in primavera la valletta di Eureka!, programma condotto da Claudio Lippi su Rai 2, mentre nell'autunno entra a far parte dello staff del TG4 di Emilio Fede, prima come meteorina del Meteo 4 e successivamente tra le conduttrici a rotazione della rubrica giornaliera di costume e moda Sipario del TG4. Dopo la prima gravidanza nel 2005 ha annunciato un temporaneo ritiro dalle scene televisive, per dedicarsi alla maternità, tornando nuovamente alla conduzione di Sipario nella stagione 2006/07. Negli anni ha anche partecipato a diverse sfilate come modella.

### Vita privata
Dal 23 giugno 2007 è sposata con l'ex calciatore Giuseppe Pancaro, con il quale ha avuto due figli: Riccardo, nato il 3 dicembre 2005 e Virginia, nata il 27 dicembre 2008.

## Televisione
- Bellissima (Canale 5, 1995) - concorrente
- Miss Italia 1997 (Rai 1, 1997) - concorrente
- Paperissima (Canale 5, 1998) - paperetta
- Passaparola (Canale 5, 1999-2001) - letterina
- Bellissima d'Italia (Canale 5, 2000) valletta
- La Corrida (Canale 5, 2002-2003) - valletta
- Eureka! (Rai 2, 2003) - co-conduttrice
- TG4 (Rete 4, 2003-2004) - meteorina
- Sipario del TG4 (Rete 4, 2004, 2006-2007) - conduttrice